# 2071
2071 (ММLXXI) е обикновена година, започваща в четвъртък според григорианския календар. Тя е 2071-вата година от новата ера, седемдесет и първата от третото хилядолетие и втората от 2070-те.